# Marchalina
Marchalina är ett släkte av insekter. Marchalina ingår i familjen pärlsköldlöss.
Kladogram enligt Catalogue of Life:
| Marchalina | \| \| Marchalina azteca \| \| \| \| \| \| Marchalina hellenica \| \| \| \| |
|            | \| \| Marchalina azteca \| \| \| \| \| \| Marchalina hellenica \| \| \| \| |
|            | Marchalina azteca                                                          |
|            |                                                                            |
|            | Marchalina hellenica                                                       |
|            |                                                                            |